# AS2
AS2 (Applicability Statement 2) to standard opisujący bezpieczne i niezawodne przesyłanie komunikatów przez Internet. 
Protokół ten został zbudowany na bazie sprawdzonych rozwiązań, takich jak protokoły HTTP i SSL, oraz funkcji kryptograficznych.
Chcąc stworzyć jeden standard Internet Engineering Task Force zaprojektowało protokół AS – bezpieczny, niezawodny i wykorzystujący ogólnie dostępne łącza internetowe. 
Dostępnych jest kilka postaci tego standardu: AS1, AS2, AS3, AS4.
Protokół AS2 jest najpopularniejszą implementacją AS, staje się ona główna metodą komunikacji B2B na świecie m.in. dzięki prostocie i małym wymaganiom rozwiązania (komunikacja wykorzystuje jeden port np. 80 lub 443). 

## Oprogramowanie
Wśród wielu produktów na szczególną uwagę zasługują te, które posiadają certyfikat "drummondcertified as2-product". Uzyskanie certyfikatu uwarunkowane jest od poddania produktu testom sponsorowanym przez dwie organizacje: GS1 US i HCCO.